# Corbières (Aude)
Corbières – miejscowość i gmina we Francji, w regionie Oksytania, w departamencie Aude.
Według danych na rok 1990 gminę zamieszkiwały 33 osoby, a gęstość zaludnienia wynosiła 4 osoby/km² (wśród 1545 gmin Langwedocji-Roussillon Corbières plasuje się na 867. miejscu pod względem liczby ludności, natomiast pod względem powierzchni na miejscu 842.).